# Diplazium magolukui
Diplazium magolukui är en majbräkenväxtart som beskrevs av Takenoshin Nakai.
Diplazium magolukui ingår i släktet Diplazium och familjen Athyriaceae. Inga underarter finns listade i Catalogue of Life.